# Saison 1 de The Handmaid's Tale : La Servante écarlate
 (juillet 2018).
Si vous disposez d'ouvrages ou d'articles de référence ou si vous connaissez des sites web de qualité traitant du thème abordé ici, merci de compléter l'article en donnant les références utiles à sa vérifiabilité et en les liant à la section « Notes et références ».
Chronologie
Saison 2
Cet article présente le guide des épisodes de la première saison de la série télévisée américaine The Handmaid's Tale : La Servante écarlate.

## Synopsis
Dans un avenir proche, la combinaison de pollutions environnementales et de maladies sexuellement transmissibles a entraîné une baisse dramatique de la fécondité qui a pour conséquence un taux de natalité extrêmement bas. Les « Fils de Jacob », une secte politico-religieuse protestante de type restaurationniste et aux accents fondamentalistes, en a profité pour prendre le pouvoir, détruisant la Maison-Blanche, la Cour Suprême et le Congrès lors d'un coup d’État.
Dans cette version dystopique et totalitaire des États-Unis, la République de Gilead, les dissidents, les homosexuels et les prêtres catholiques sont condamnés à mort par pendaison. Les relations hommes/femmes obéissent dorénavant à des règles très strictes. Alors que les hommes occupent toutes les positions du pouvoir, les femmes ont été démises de leur statut de citoyennes à part entière. Elles ne peuvent ni travailler, ni posséder d'argent, ni être propriétaires, ni lire. Elles sont catégorisées selon leur fonction : les Épouses (habillées en bleu/vert) sont les femmes des dirigeants, les Martha (en gris) s'occupent de la maisonnée et les Servantes (en rouge pourpre) sont uniquement dédiées à la reproduction, sous la surveillance rigide des Tantes (en marron). Les Servantes sont affectées au sein des familles dirigeantes, jusqu'à ce qu'elles mettent au monde les enfants tant désirés.
La série suit le parcours de June, une femme devenue Servante sous le nom de Offred (en français Defred), car au service du commandant Fred Waterford.

## Distribution

### Acteurs principaux
- Elisabeth Moss (VF : Anne O'Dolan) : Defred / June Osborne
- Yvonne Strahovski (VF : Marie Diot) : Serena Joy Waterford
- Joseph Fiennes (VF : Sylvain Agaësse) : le commandant Fred Waterford
- Alexis Bledel (VF : Noémie Orphelin) : Deglen / Desteven / Emily
- Madeline Brewer (VF : Sandra Valentin) : Dewarren / Dedaniel / Janine
- Samira Wiley (VF : Laura Zichy) : Moira / Ruby
- Ann Dowd (VF : Anne Plumet) : Tante Lydia
- O. T. Fagbenle (VF : Namakan Koné) : Luke Bankole
- Max Minghella (VF : Benjamin Gasquet) : Nick Blaine

### Acteurs récurrents
- Amanda Brugel (VF : Valérie Decobert) : Rita
- Ever Carradine (VF : Marie Chevalot) : Naomi Putnam
- Kristen Gutoskie : Beth
- Tattiawna Jones (en) : la deuxième Deglen / Lillie
- Nina Kiri (en) (VF : Flora Kaprielian) : Alma
- Jenessa Grant : Desamuel
- Jordana Blake (VF : Clara Soares) : Hannah Osborne

## Épisodes

### Épisode 1:Defred
- États-Unis : 26 avril 2017 sur Hulu
- France :
  - 27 avril 2017 sur OCS
  - 30 septembre 2018 sur TF1 Séries Films (en clair)

- France : 1,010 million de téléspectateurs[1] (première diffusion en clair)

### Épisode 2:Jour de naissance
- États-Unis : 26 avril 2017
- France : 27 avril 2017
- France : 30 septembre 2018 sur TF1 Séries Films (en clair)

- France : 938 000 téléspectateurs en moyenne[2] (première diffusion en clair)

### Épisode 3:Retard
- États-Unis : 26 avril 2017
- France : 27 avril 2017
- France : 30 septembre 2018 sur TF1 Séries Films (en clair)

- France : 886 000 téléspectateurs en moyenne[1] (première diffusion en clair)

### Épisode 4:Nolite Te Salopardes Exterminorum
- États-Unis : 3 mai 2017
- France : 4 mai 2017
- France : 7 octobre 2018 sur TF1 Séries Films (en clair)

- France : 607 000 téléspectateurs en moyenne[3] (première diffusion en clair)

### Épisode 5:Fidèle
- États-Unis : 10 mai 2017
- France : 11 mai 2017
- France : 7 octobre 2018 sur TF1 Séries Films

- France : 607 000 téléspectateurs en moyenne[3] (première diffusion en clair)

### Épisode 6:La Place d'une femme
- États-Unis : 17 mai 2017
- France : 18 mai 2017
- France : 7 octobre 2018 sur TF1 Séries Films

- Zabryna Guevara (Mme Castillo)

### Épisode 7:De l'autre côté
- États-Unis : 24 mai 2017
- France : 25 mai 2017
- France : 14 octobre 2018 sur TF1 Séries Films

### Épisode 8:Chez Jézabel
- États-Unis : 31 mai 2017
- France : 1er juin 2017
- France : 14 octobre 2018 sur TF1 Séries Films

### Épisode 9:Le Pont
- États-Unis : 7 juin 2017
- France : 8 juin 2017
- France : 14 octobre 2018 sur TF1 Séries Films

### Épisode 10:Nuit
- États-Unis : 14 juin 2017
- France : 15 juin 2017
- France : 15 octobre 2018 sur TF1 Séries Films